# Paramakatoi
Paramakatoi ist eine amerindianische Gemeinschaft und ein Ort in der Region Potaro-Siparuni von Guyana, im Gebiet der Serra de Pacaraima (Pacaraima Mountains).

## Geographie
Der Ort liegt im Südwesten von Guyana, etwa 20 km nördlich der brasilianische Grenze im Regenwald. Im großen Umkreis liegen die Orte Taruka (N), Sisipelin (O), Kukui-Eng und Kato (S), sowie Kurukabaru (W). Der Ort selbst liegt auf einer Höhe von 970 m (709 m), etwa 18 km östlich von Kurukabaru.
Paramakatoi ist ein regionales Zentrum in dem Einzugsgebiet des Flusses Mariaparu. Es ist das größte Dorf der Region. Die Einwohner gehören den Stämmen der Patamona, Macushi und Wapishana an.
Es gibt eine weiterführende Schule und der Ort hat sich seit 2016 am Hinterland Employment Youth Service-Programm (HEYS) beteiligt.

### Verkehr
In Paramakatoi gibt es auch ein Flugfeld (Paramakatoi Airport).
Das Dorf hat eine Fabrik für Produkte aus sonnengetrockneten Tomaten.
2019 wurde in Paramakatoi eine Debatte in Patamona-Sprache veranstaltet zum International Year of Indigenous Languages.

## Geschichte
Paramakatoi gehört zum angestammten Gebiet der Patamona.
Der Name des Dorfes kommt vom Namen eines nahegelegenen Flusses, an welchem Palamaka-Pflanzen wachsen und „toi“ bedeutet Savanne in der Sprache der Patamona. „Palamakatoi“ wurde zu „Paramakatoi“, als Missionare in dem Gebiet sesshaft wurden.